# 海列車
海列車（うみれっしゃ、朝: 바다열차、パダヨルチャ）は、かつて韓国鉄道公社（KORAIL）が運行していた観光列車である。

## 概要
日本海沿いを通る嶺東線・三陟線の観光列車として、2007年7月25日に運行を開始した。運行期間中に金大中元大統領夫妻が乗車している。
3両編成で運行されていたが、2013年8月26日から2014年1月3日まで、車両全体の修理やデザインの変更を行うため運行が休止され、2014年1月4日から4両編成で運行を再開した。
京江線工事に伴う江陵駅営業休止の関係で、2014年9月15日から2018年7月31日までは正東津駅を始終着駅として運行していた。また、2019年6月3日より三陟駅が東海線延伸工事の為休止となり、以降は三陟海辺駅発着となっている。
使用している9501系気動車の老朽化により、KORAILは新車の導入を検討したものの、沿線の地方自治体からの資金協力が得られず、2023年12月25日をもって運行を終了した。

## 車両番号
韓国鉄道9501系気動車を使用しており、料金はセマウル号と同じ金額で運行されている。
| 客車番号 | 使用用途       | 客室                           | 改造日 |
| -------- | -------------- | ------------------------------ | ------ |
| 9564     | Mc(制御動力車) | 特室、プロポーズ室             | 2007年 |
| 9666     | M(動力車)      | 特室、プロポーズ室             | 2007年 |
| 9663     | M(動力車)      | ファミリールーム、スナックバー | 2014年 |
| 9565     | Mc(制御動力車) | 一般室、フォトゾーン           | 2007年 |

## 運行区間と回数
江陵駅 - 正東津駅 - 墨湖駅 - 東海駅 - 湫岩駅 - 三陟海辺駅 - 三陟駅
- 1日2往復運行。特定日にはさらに1往復が増発される。

## 予約
海列車はKORAIL観光開発が運行しているため韓国鉄道公社とは別のホームページで予約しなければならない。出発2日前までインターネットでの予約のみ可能であり、電話予約は出来ない。座席に余裕がある場合、運行区間の両端駅および東海駅でのみ前売りがある。

## 乗車券
- 1号車と2号車の片道運賃は15,000ウォン、4号車は12,000ウォンであり、12歳未満の子供、障害者、国家有功者、地域住民(江陵、東海市、三陟居住者）は、10％割引された価格で利用することができる。
- 3号車のファミリールームは4人基準50,000ウォン、プロポーズ室（個室）は2人基準50,000ウォンである。

## 写真

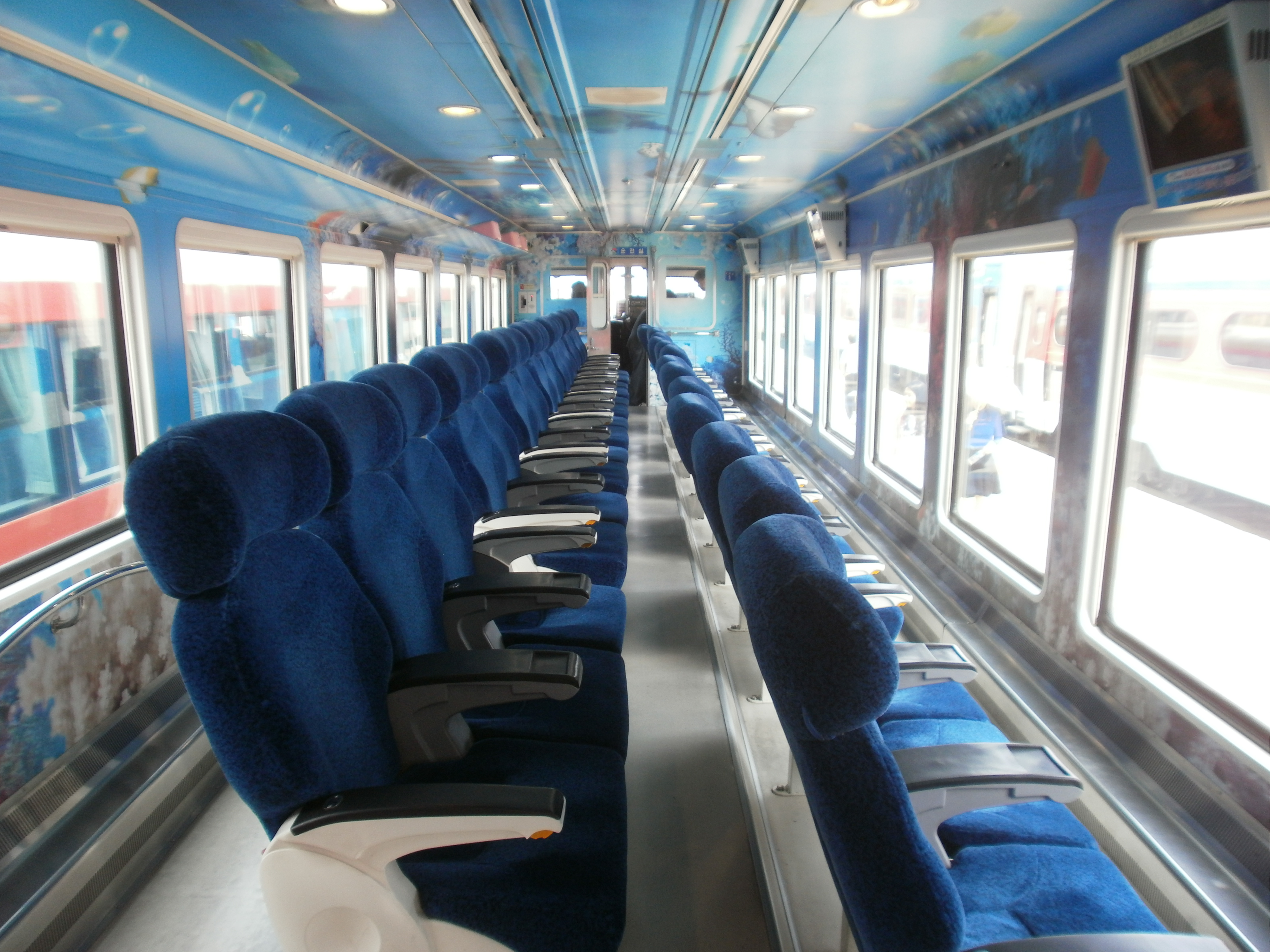
1号車特室内部
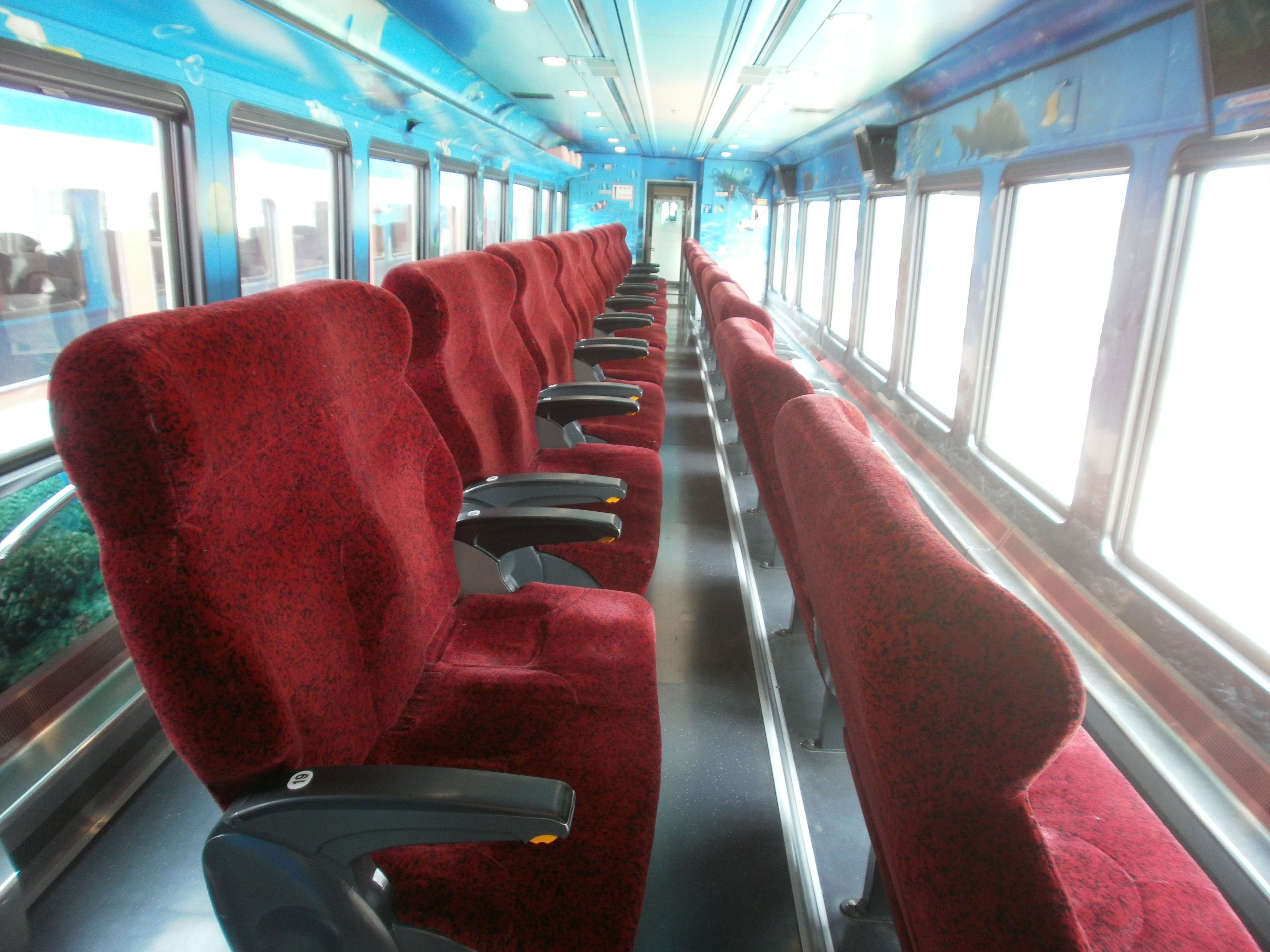
2号車特室内部
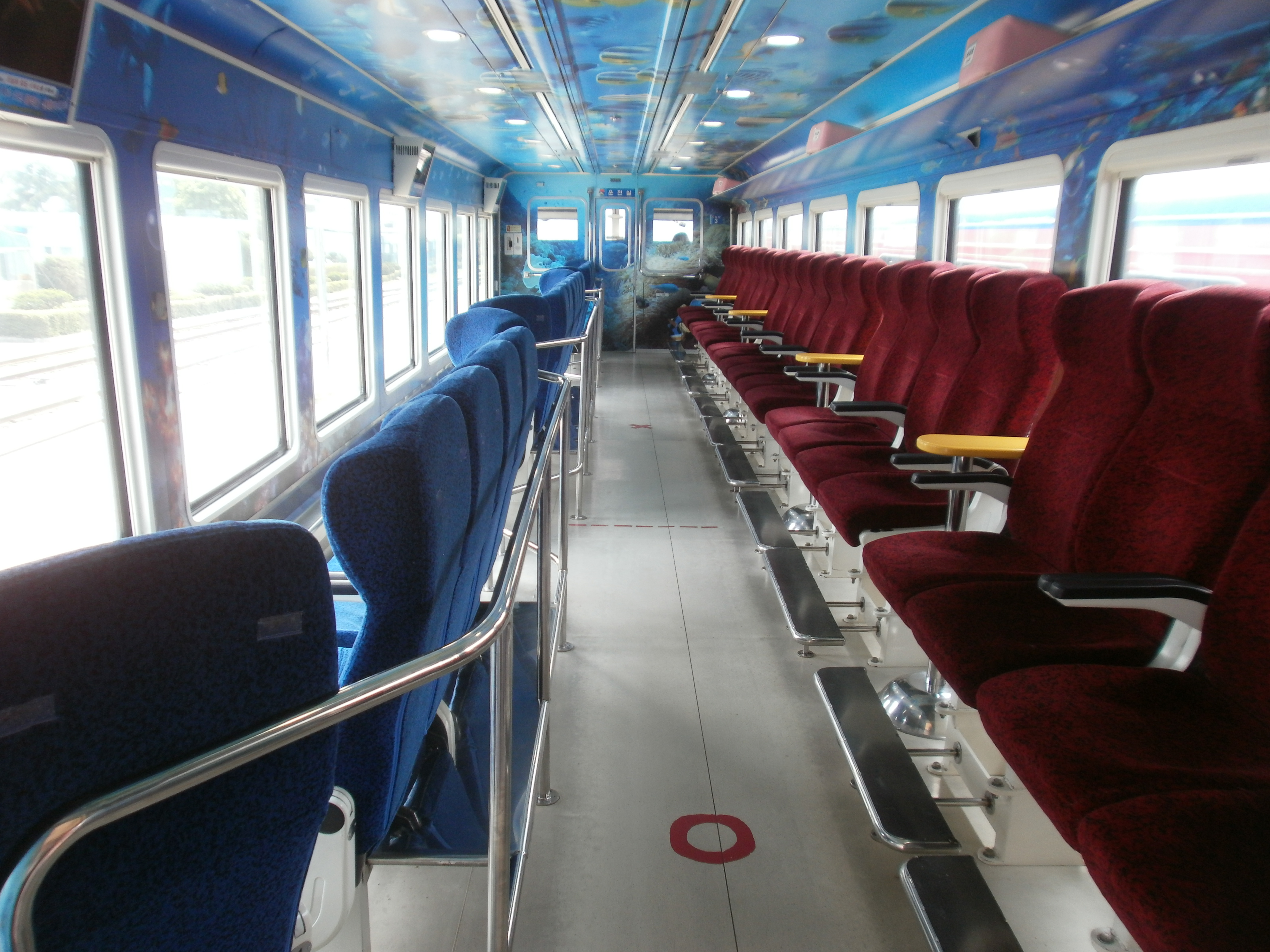
4号車一般室の内部
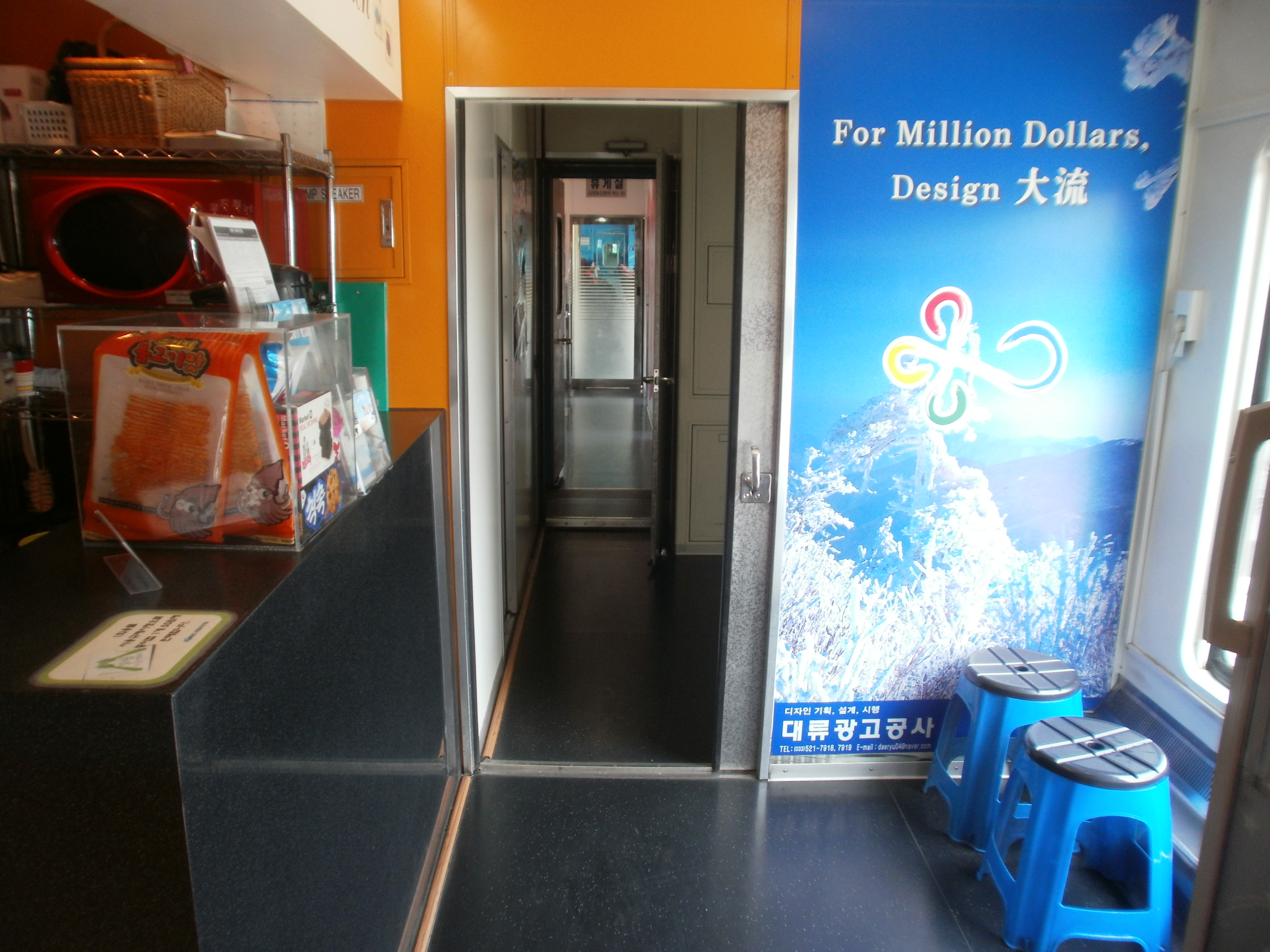
スナックバー内部
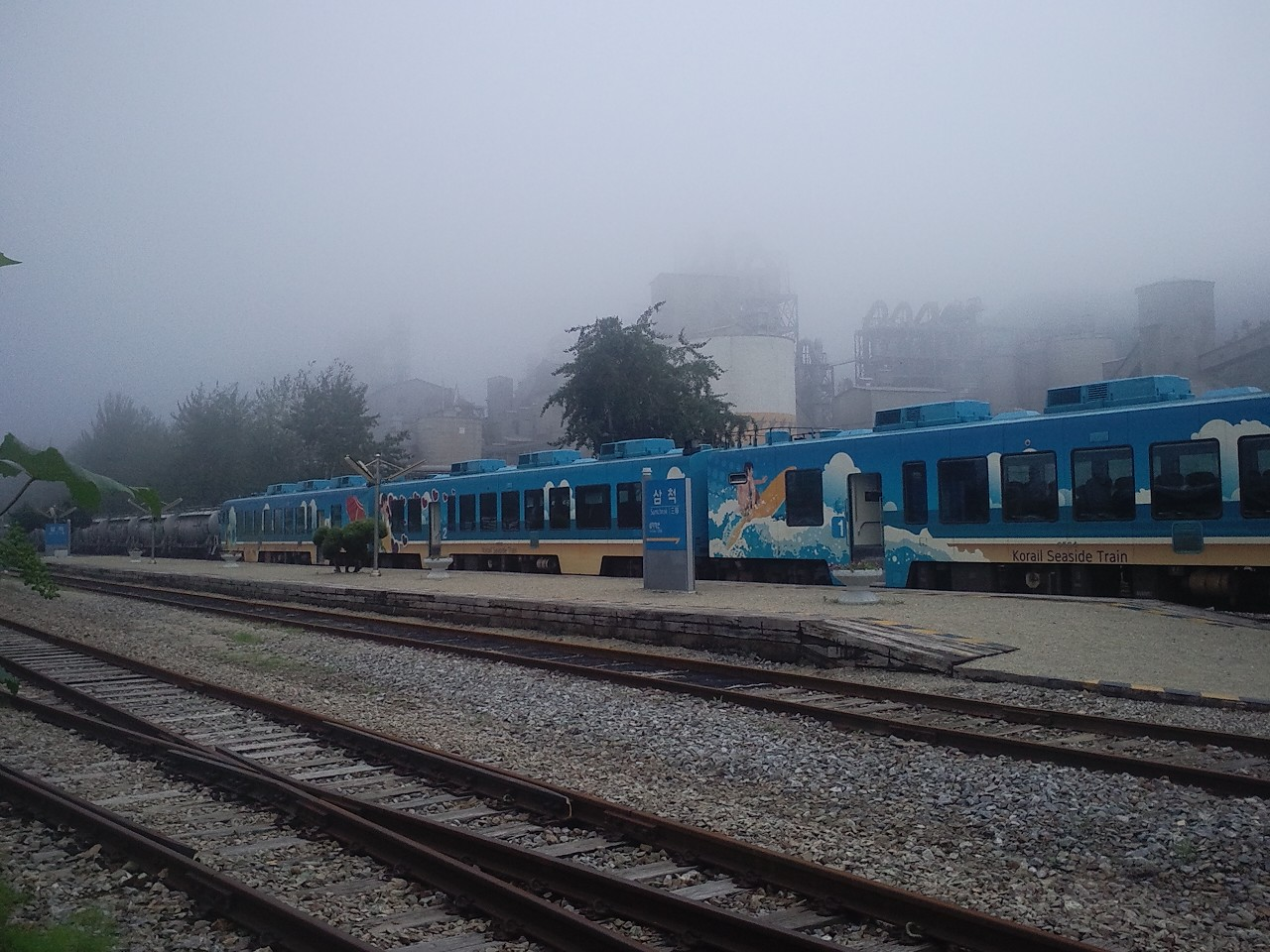
三陟駅で待機している海列車

## コメント
1. ↑  （江陵）海列車に乗って休暇に行こう
2. ↑  195만 명 태운 관광열차의 안타까운 '퇴장'…왜?